# Sowjetischer Fußballpokal 1966/67
Der Sowjetische Fußballpokal 1966/67 war die 26. Austragung des sowjetischen Pokalwettbewerbs der Männer. Pokalsieger wurde Dynamo Moskau. Das Team setzte sich im Finale gegen ZSKA Moskau durch. Titelverteidiger Dynamo Kiew war im Achtelfinale gegen den späteren Finalisten ausgeschieden. Dynamo Moskau war für den Europapokal der Pokalsieger qualifiziert, zog aber zurück.
Die Vorrunde der russischen Zonen wurde von April bis Oktober 1966 gespielt, die Zone Zentralasien und Kasachstan dagegen erst im März und April 1967. Die Finalrunden starteten im April 1967. Das Turnier erstreckte sich über zwei Meisterschaftssaisons. Dies führte dazu, dass einige Teams, die in der Vorrunde ausgeschieden waren (Lokomotive Kaluga, Spartak Ordschonikidse, Meschachte Tqibuli und Awangard Scholtyje Wody), in der Finalrunde wieder aufgenommen wurden, nachdem sie inzwischen in die zweite Liga aufgestiegen waren.

## Modus
Die 162 Drittligisten wurden in neun Zonen unterteilt. Aus jeder Zone qualifizierte sich ein Team für die Finalrunde. Die 57 Zweitligisten (alle außer Alga Frunse und Metallurg Tula) traten in der 1. bzw. 2. Finalrunde an. Die 19 Erstligisten kamen in der 4. Runde dazu.
Alle Begegnungen wurden in einem Spiel entschieden. Stand es nach regulärer Spielzeit unentschieden, wurde das Spiel um zweimal 15 Minuten verlängert. Stand danach kein Sieger fest, wurde die Begegnung am folgenden Tag an gleicher Stelle wiederholt.

## Teilnehmende Teams
| Perwaja Gruppa A (19) | Wtora Gruppa A (57) | Wtora Gruppa A (57) | Wtora Gruppa A (57) |
| Perwaja Gruppa A (19) | Gruppe 1 (19) | Gruppe 2 (19) | Gruppe 3 (19) |
| --- | --- | --- | --- |
| - Dynamo Moskau - Lokomotive Moskau - Spartak Moskau - Torpedo Moskau - ZSKA Moskau - Ararat Jerewan - Dinamo Minsk - Dynamo Kiew - Dinamo Tiflis - Kairat Alma-Ata - Krylja Sowetow Kuibyschew - Neftjanik Baku - Pachtakor Taschkent - Schachtjor Donezk - SKA Rostow - Sarja Lugansk - Torpedo Kutaissi - Tschernomorez Odessa - Zenit Leningrad | - Baltika Kaliningrad - Dinamo Kirowograd - Daugava Riga - Dinamo Batumi - Dynamo Leningrad - Dynamo Stawropol - Dünamo Tallinn - Kuban Krasnodar - Lokomotive Tiflis - Meschachte Tqibuli - Rostselmasch Rostow - Rubin Kasan - Schirak Leninakan - Spartak Gomel - Spartak Naltschik - Spartak Ordschonikidse - Tekstilschtschik Iwanowo - Terek Grosny - Traktor Wolgograd - FK Žalgiris Vilnius | - Awangard Scholtyje Wody - Dnjepr Dnjepropetrowsk - Karpaty Lwow - Lokomotive Kaluga - Lokomotive Winniza - Metallist Charkow - Metallurg Saporoschje - Metallurg Tula - Moldava Kischinjow - Schinnik Jaroslawl - Sokol Saratow - SKA Kiew - SKA Odessa - SKA Lwow - Sudostroitel Nikolajew - Swesda Kirowograd - Tawrija Simferopol - Trud Woronesch - Wolga Kalinin - Wolga Gorki | - Alga Frunse - Energetik Duschanbe - Irtysch Omsk - Kusbass Kemerowo - Lokomotive Tscheljabinsk - Lutsch Wladiwostok - Neftjanik Fergana - Pamir Leninabad - Politotdel Taschkent - Schachtjor Karaganda - SKA Chabarowsk - SKA Nowosibirsk - Stroitel Aschchabat - Stroitel Ufa - Swesda Perm - Temp Barnaul - Torpedo Tomsk - Uralmasch Swerdlowsk - Wostok Usk-Kamenogorsk |

| Wtora Gruppa B (162) | Wtora Gruppa B (162) | Wtora Gruppa B (162) | Wtora Gruppa B (162) | Wtora Gruppa B (162) | Wtora Gruppa B (162) |
| Zone Russland 1 (17) | Zone Russland 2 (17) | Zone Russland 3 (18) | Zone Russland 4 (19) | Zone Russland 5 (17) | Zone Russland 6 (16) |
| --- | --- | --- | --- | --- | --- |
| - Awangard Kolomna - Chimik Nowomoskowsk - Dwina Witebsk - Dynamo Brjansk - Granitas Klaipėda - Iskra Smolensk - Lokomotive Kaluga 1 - Metallurg Tula - Neman Grodno - Snamja Noginsk - Snamja Truda Orechowo-Sujewo - Spartak Brest - Spartak Mogiljow - Spartak Orjol - Spartak Rjasan - Swesda Serpuchow - Zvejnieks Liepāja | - Awtomobilist Leningrad - Chimik Dserschinsk - Dynamo Wologda - Kowrowez Kowrow - Metallurg Lipezk - Metallurg Tscherepowez - Oneschez Petrosawodsk - Saturn Rybinsk - Sewer Murmansk - Stroitel Saransk - Tekmasch Kostroma - Torpedo Ljuberzy - Torpedo Pawlowo - Torpedo Podolsk - Traktor Wladimir - Welodawodez Pensa - Wolga Uljanowsk | - Chimik Balakowo - Energija Nowotscherkassk - Energija Wolschski - Kalitwa Belaja Kalitwa - Lokomotive Baku - Metallurg Kuibyschew - Polad Sumgait - Progress Kamensk-Schachtinski - Schachtjor Schachty - Spartak Belgorod - Spartak Tambow - Tekstilschtschik Mingetschaur - Tjaschmasch Sysran - Torpedo Armawir - Torpedo Taganrog - Trud Kursk - Trud Toljatti - Wolgar Astrachan | - Alasani Gurdschaani - Araks Jerewan - Dila Gori - Dynamo Machatschkala - Dinamo Suchum - Inguri Sugdidi - Kolchida Poti - Lori Kirowakan - Lernagorz Kapan - Maschinostroitel Pjatigorsk - Meschachte Tqibuli 1 - Metallurg Rustawi - Sewan Oktemberjan - Spartak Ordschonikidse 1 - Uralan Elista - Uroschai Derbent - Uroschai Krymsk - Uroschai Maikop - Zement Noworossijsk | - Chimik Beresniki - Chimik Salawat - Dynamo Kirow - Energija Tscheboksary - Kautschuk Sterlitamak - Lokomotive Orenburg - Metallurg Magnitogorsk - Metallurg Slatoust - Neftjanik Bugulma - Neftjanik Tjumen - Spartak Joschkar-Ola - Strela Swerdlowsk - Torpedo Miass - Trud Kurgan - Tschaika Selenodolsk - Uralez Nischni Tagil - Zenit Ischewsk | - Amur Blagoweschtschensk - Angara Irkutsk - Awangard Komsomolsk - Irtysch Pawlodar - Lokomotive Krasnojarsk - Metallurg Nowokusnezk - Progress Bijsk - Rybak Nachodka - Okean Wladiwostok - Sabaikalez Tschita - Schachtjor Kisseljowsk - Schachtjor Prokopjewsk - Selenga Ulan-Ude - Start Angarsk - Torpedo Rubzowsk - Zementnik Semipalatinsk |
| Wtora Gruppa B (162) | | | | | |
| Zone Ukraine 1 (20) | Zone Ukraine 1 (20) | Zone Ukraine 2 (20) | Zone Ukraine 2 (20) | Zone Zentralasien (18) | Zone Zentralasien (18) |
| - Awangard Kramatorsk - Awangard Makejewka - Awtomobilist Odessa - Desna Tschernigow - Dunajez Ismail - Dynamo Chmelnizki - Kolchosnik Rowno - Kolos Poltawa - Kommunarez Kommunarsk - Krywbas Kriwoi Rog | - Lokomotive Donezk - Neftjanik Drogobytsch - Polissja Schitomir 2 - Schachtjor Alexandrija - Schachtjor Kadijiwka - Spartak Melitopol - SKTschF Sewastopol - Start Dserschinsk - Trubnik Nikopol - Wolyn Luzk | - Awangard Kertsch - Awangard Scholtyje Wody 1 - Awangard Ternopol - Asowez Schdanow - FSK Bukowina Czernowitz - Chimik Sewerodonezk - Dnepr Krementschug - Dnjeprovez Dnjeprodserschinsk - Kolchosnik Tscherkassy - Lokomotive Cherson | - Schachtjor Gorlowka - Schachtjor Jenakijewo - Schachtjor Krasny Lutsch - Schachttjor Torez - Spartak Iwano-Frankowsk - Spartak Sumy - Torpedo Charkow - Torpedo Berdjansk - Tschaika Sewastopol - Werhowyna Uschgorod | - ADK Alma-Ata - Akkurgan Taschkent - Alay Osch - Chimik Tschirtschik - Dinamo Zelinograd - Fakel Buchara - Metallurg Almalyk - Metallurg Schymkent - Metallurg Temirtau | - Pachtaaral Gulistan - Pachtakor Kurgan-Tjube - Sachmet Tschardschou - Sarafschan Navoi - Sogdiana Samarkand - Spartak Andischan - Swerdlowez Taschkent - Wachsch Nurek - Woschod Dschambul |

## Vorrunde

### Zone Russland 1

#### 1. Runde
| Datum      |                  | Ergebnis |               |
| ---------- | ---------------- | -------- | ------------- |
| 24.04.1966 | Spartak Mogiljow | 2:1      | Spartak Orjol |

#### Achtelfinale
| Datum      |                              | Ergebnis  |                     |
| ---------- | ---------------------------- | --------- | ------------------- |
| 27.04.1966 | Granitas Klaipėda            | 2:0       | Chimik Nowomoskowsk |
| 27.04.1966 | Dynamo Brjansk               | 1:0       | Spartak Mogiljow    |
| 27.04.1966 | Awangard Kolomna             | 1:0       | Snamja Noginsk      |
| 27.04.1966 | Spartak Rjasan               | 1:2       | Iskra Smolensk      |
| 27.04.1966 | Neman Grodno                 | 0:1 n. V. | Metallurg Tula      |
| 27.04.1966 | Spartak Brest                | 0:1       | Lokomotive Kaluga   |
| 27.04.1966 | Snamja Truda Orechowo-Sujewo | 3:1       | Zvejnieks Liepāja   |
| 27.04.1966 | Swesda Serpuchow             | 4:0       | Dwina Witebsk       |

#### Viertelfinale
| Datum      |                   | Ergebnis |                              |
| ---------- | ----------------- | -------- | ---------------------------- |
| 26.07.1966 | Iskra Smolensk    | 1:2      | Snamja Truda Orechowo-Sujewo |
| 26.07.1966 | Lokomotive Kaluga | 1:0      | Dynamo Brjansk               |
| 27.07.1966 | Awangard Kolomna  | 1:0      | Swesda Serpuchow             |
| 09.08.1966 | Metallurg Tula    | 2:0      | Granitas Klaipėda            |

#### Halbfinale
| Datum      |                              | Ergebnis  |                  |
| ---------- | ---------------------------- | --------- | ---------------- |
| 27.08.1966 | Lokomotive Kaluga            | 4:0       | Metallurg Tula   |
| 29.09.1966 | Snamja Truda Orechowo-Sujewo | 1:1 n. V. | Awangard Kolomna |

##### Wiederholungsspiel
| Datum      |                              | Ergebnis |                  |
| ---------- | ---------------------------- | -------- | ---------------- |
| 30.09.1966 | Snamja Truda Orechowo-Sujewo | 3:1      | Awangard Kolomna |

#### Finale
| Datum      |                   | Ergebnis |                              |
| ---------- | ----------------- | -------- | ---------------------------- |
| 05.10.1966 | Lokomotive Kaluga | 0:2      | Snamja Truda Orechowo-Sujewo |

### Zone Russland 2

#### 1. Runde
| Datum      |                 | Ergebnis  |                |
| ---------- | --------------- | --------- | -------------- |
| 24.04.1966 | Kowrowez Kowrow | 1:0 n. V. | Dynamo Wologda |

#### Achtelfinale
| Datum      |                       | Ergebnis  |                        |
| ---------- | --------------------- | --------- | ---------------------- |
| 27.04.1966 | Chimik Dserschinsk    | 1:2       | Metallurg Lipezk       |
| 27.04.1966 | Oneschez Petrosawodsk | 3:0       | Welodawodez Pensa      |
| 27.04.1966 | Sewer Murmansk        | 4:2       | Stroitel Saransk       |
| 27.04.1966 | Tekmasch Kostroma     | 1:0       | Torpedo Ljuberzy       |
| 27.04.1966 | Torpedo Pawlowo       | 0:0 n. V. | Kowrowez Kowrow        |
| 27.04.1966 | Torpedo Podolsk       | 0:1       | Saturn Rybinsk         |
| 27.04.1966 | Traktor Wladimir      | 1:0       | Metallurg Tscherepowez |
| 27.04.1966 | Wolga Uljanowsk       | 1:1 n. V. | Awtomobilist Leningrad |

##### Wiederholungsspiele
| Datum      |                 | Ergebnis |                        |
| ---------- | --------------- | -------- | ---------------------- |
| 28.04.1966 | Torpedo Pawlowo | 3:0      | Kowrowez Kowrow        |
| 28.04.1966 | Wolga Uljanowsk | 2:1      | Awtomobilist Leningrad |

#### Viertelfinale
| Datum      |                  | Ergebnis |                       |
| ---------- | ---------------- | -------- | --------------------- |
| 15.05.1966 | Metallurg Lipezk | 0:1      | Traktor Wladimir      |
| 21.06.1966 | Sewer Murmansk   | 1:2      | Oneschez Petrosawodsk |
| 26.07.1966 | Saturn Rybinsk   | 2:1      | Tekmasch Kostroma     |
| 27.07.1966 | Wolga Uljanowsk  | 3:0      | Torpedo Pawlowo       |

#### Halbfinale
| Datum      |                       | Ergebnis |                  |
| ---------- | --------------------- | -------- | ---------------- |
| 27.08.1966 | Oneschez Petrosawodsk | 2:1      | Wolga Uljanowsk  |
| 27.08.1966 | Saturn Rybinsk        | 1:0      | Traktor Wladimir |

#### Finale
| Datum      |                       | Ergebnis |                |
| ---------- | --------------------- | -------- | -------------- |
| 14.09.1966 | Oneschez Petrosawodsk | 2:0      | Saturn Rybinsk |

### Zone Russland 3

#### 1. Runde
| Datum      |                               | Ergebnis |                 |
| ---------- | ----------------------------- | -------- | --------------- |
| 24.04.1966 | Spartak Belgorod              | 1:2      | Chimik Balakowo |
| 24.04.1966 | Tekstilschtschik Mingetschaur | 0:1      | Trud Toljatti   |

#### Achtelfinale
| Datum      |                               | Ergebnis  |                          |
| ---------- | ----------------------------- | --------- | ------------------------ |
| 24.04.1966 | Torpedo Taganrog              | 0:1       | Energija Wolschski       |
| 24.04.1966 | Schachtjor Schachty           | 0:0 n. V. | Spartak Tambow           |
| 27.04.1966 | Kalitwa Belaja Kalitwa        | 1:0       | Trud Kursk               |
| 27.04.1966 | Polad Sumgait                 | 1:1 n. V. | Metallurg Kuibyschew     |
| 27.04.1966 | Progress Kamensk-Schachtinski | 5:1       | Chimik Balakowo          |
| 27.04.1966 | Torpedo Armawir               | 2:0       | Tjaschmasch Sysran       |
| 27.04.1966 | Wolgar Astrachan              | 6:1       | Energija Nowotscherkassk |
| 28.04.1966 | Lokomotive Baku               | 1:0       | Trud Toljatti            |

##### Wiederholungsspiele
| Datum      |                     | Ergebnis |                      |
| ---------- | ------------------- | -------- | -------------------- |
| 25.04.1966 | Schachtjor Schachty | 3:2      | Spartak Tambow       |
| 28.04.1966 | Polad Sumgait       | 3:0      | Metallurg Kuibyschew |

#### Viertelfinale
| Datum      |                               | Ergebnis  |                        |
| ---------- | ----------------------------- | --------- | ---------------------- |
| 21.06.1966 | Polad Sumgait                 | 1:1 n. V. | Lokomotive Baku        |
| 30.06.1966 | Progress Kamensk-Schachtinski | 1:0       | Kalitwa Belaja Kalitwa |
| 13.07.1966 | Schachtjor Schachty           | 1:0       | Energija Wolschski     |
| 13.07.1966 | Wolgar Astrachan              | 2:1       | Torpedo Armawir        |

##### Wiederholungsspiel
| Datum      |               | Ergebnis |                 |
| ---------- | ------------- | -------- | --------------- |
| 22.06.1966 | Polad Sumgait | 3:0      | Lokomotive Baku |

#### Halbfinale
| Datum      |                     | Ergebnis  |                               |
| ---------- | ------------------- | --------- | ----------------------------- |
| 26.07.1966 | Wolgar Astrachan    | 1:0       | Polad Sumgait                 |
| 07.09.1966 | Schachtjor Schachty | 3:2 n. V. | Progress Kamensk-Schachtinski |

#### Finale
| Datum      |                  | Ergebnis |                     |
| ---------- | ---------------- | -------- | ------------------- |
| 20.10.1966 | Wolgar Astrachan | 1:2      | Schachtjor Schachty |

### Zone Russland 4

#### 1. Runde
| Datum      |                    | Ergebnis |                 |
| ---------- | ------------------ | -------- | --------------- |
| 19.04.1966 | Lori Kirowakan     | 1:0      | Lernagorz Kapan |
| 19.04.1966 | Meschachte Tqibuli | 3:0      | Dila Gori       |
| 19.04.1966 | Sewan Oktemberjan  | 2:0      | Araks Jerewan   |

#### Achtelfinale
| Datum      |                        | Ergebnis  |                             |
| ---------- | ---------------------- | --------- | --------------------------- |
| 23.04.1966 | Alasani Gurdschaani    | 1:1 n. V. | Meschachte Tqibuli          |
| 23.04.1966 | Zement Noworossijsk    | 3:1       | Maschinostroitel Pjatigorsk |
| 23.04.1966 | Uroschai Derbent       | 1:5 n. V. | Dynamo Machatschkala        |
| 23.04.1966 | Dinamo Suchum          | 6:0       | Metallurg Rustawi           |
| 23.04.1966 | Inguri Sugdidi         | 4:1       | Kolchida Poti               |
| 23.04.1966 | Lori Kirowakan         | 3:1 n. V. | Sewan Oktemberjan           |
| 23.04.1966 | Spartak Ordschonikidse | 0:1 n. V. | Uroschai Krymsk             |
| 23.04.1966 | Uroschai Maikop        | 7:1       | Uralan Elista               |

##### Wiederholungsspiel
| Datum      |                     | Ergebnis |                    |
| ---------- | ------------------- | -------- | ------------------ |
| 24.04.1966 | Alasani Gurdschaani | 0+:- 1   | Meschachte Tqibuli |

#### Viertelfinale
| Datum      |                      | Ergebnis  |                     |
| ---------- | -------------------- | --------- | ------------------- |
| 12.05.1966 | Uroschai Krymsk      | 1:4 n. V. | Zement Noworossijsk |
| 26.07.1966 | Inguri Sugdidi       | 2:0       | Alasani Gurdschaani |
| 26.07.1966 | Dynamo Machatschkala | 2:1       | Uroschai Maikop     |
| 26.07.1966 | Dinamo Suchum        | 2:1 n. V. | Lori Kirowakan      |

#### Halbfinale
| Datum      |                      | Ergebnis |                     |
| ---------- | -------------------- | -------- | ------------------- |
| 05.08.1966 | Dynamo Machatschkala | 2:1      | Dinamo Suchum       |
| 05.08.1966 | Inguri Sugdidi       | 1:2      | Zement Noworossijsk |

#### Finale
| Datum      |                     | Ergebnis |                      |
| ---------- | ------------------- | -------- | -------------------- |
| 20.09.1966 | Zement Noworossijsk | 4:3      | Dynamo Machatschkala |

### Zone Russland 5

#### 1. Runde
| Datum      |                       | Ergebnis |              |
| ---------- | --------------------- | -------- | ------------ |
| 24.04.1966 | Kautschuk Sterlitamak | 1:0      | Dynamo Kirow |

#### Achtelfinale
| Datum      |                        | Ergebnis  |                       |
| ---------- | ---------------------- | --------- | --------------------- |
| 27.04.1966 | Tschaika Selenodolsk   | 3:2       | Trud Kurgan           |
| 27.04.1966 | Energija Tscheboksary  | 3:0       | Neftjanik Tjumen      |
| 27.04.1966 | Metallurg Magnitogorsk | 2:4 n. V. | Chimik Beresniki      |
| 27.04.1966 | Chimik Salawat         | 0:0 n. V. | Kautschuk Sterlitamak |
| 27.04.1966 | Lokomotive Orenburg    | 3:1       | Strela Swerdlowsk     |
| 27.04.1966 | Metallurg Slatoust     | 0+:- 1    | Zenit Ischewsk        |
| 27.04.1966 | Neftjanik Bugulma      | 1:0 n. V. | Spartak Joschkar-Ola  |
| 27.04.1966 | Torpedo Miass          | 0:1       | Uralez Nischni Tagil  |

##### Wiederholungsspiel
| Datum      |                | Ergebnis |                       |
| ---------- | -------------- | -------- | --------------------- |
| 28.04.1966 | Chimik Salawat | 1:0      | Kautschuk Sterlitamak |

#### Viertelfinale
| Datum      |                      | Ergebnis  |                       |
| ---------- | -------------------- | --------- | --------------------- |
| 21.06.1966 | Metallurg Slatoust   | 3:1       | Chimik Salawat        |
| 21.06.1966 | Tschaika Selenodolsk | 3:1       | Energija Tscheboksary |
| 21.07.1966 | Uralez Nischni Tagil | 7:0       | Chimik Beresniki      |
| 26.07.1966 | Lokomotive Orenburg  | 1:2 n. V. | Neftjanik Bugulma     |

#### Halbfinale
| Datum      |                      | Ergebnis |                      |
| ---------- | -------------------- | -------- | -------------------- |
| 28.07.1966 | Uralez Nischni Tagil | 1:0      | Metallurg Slatoust   |
| 06.09.1966 | Neftjanik Bugulma    | 0-:+ 1   | Tschaika Selenodolsk |

#### Finale
| Datum      |                      | Ergebnis |                      |
| ---------- | -------------------- | -------- | -------------------- |
| 07.10.1966 | Uralez Nischni Tagil | 0:1      | Tschaika Selenodolsk |

### Zone Russland 6

#### 1. Runde
| Datum      |                         | Ergebnis |                        |
| ---------- | ----------------------- | -------- | ---------------------- |
| 24.04.1966 | Zementnik Semipalatinsk | 2:1      | Schachtjor Kisseljowsk |

#### Achtelfinale
| Datum      |                        | Ergebnis  |                         |
| ---------- | ---------------------- | --------- | ----------------------- |
| 25.04.1966 | Okean Wladiwostok      | 0:1       | Selenga Ulan-Ude        |
| 27.04.1966 | Angara Irkutsk         | 2:0       | Progress Bijsk          |
| 27.04.1966 | Awangard Komsomolsk    | 1:0       | Sabaikalez Tschita      |
| 27.04.1966 | Irtysch Pawlodar       | 2:1       | Zementnik Semipalatinsk |
| 27.04.1966 | Lokomotive Krasnojarsk | 3:1       | Metallurg Nowokusnezk   |
| 27.04.1966 | Rybak Nachodka         | 1:1 n. V. | Amur Blagoweschtschensk |
| 27.04.1966 | Schachtjor Prokopjewsk | 1:0 n. V. | Torpedo Rubzowsk        |

##### Wiederholungsspiel
| Datum      |                | Ergebnis |                         |
| ---------- | -------------- | -------- | ----------------------- |
| 28.04.1966 | Rybak Nachodka | 3:1      | Amur Blagoweschtschensk |

#### Viertelfinale
| Datum      |                        | Ergebnis |                        |
| ---------- | ---------------------- | -------- | ---------------------- |
| 11.06.1966 | Schachtjor Prokopjewsk | 1:2      | Irtysch Pawlodar       |
| 07.04.1966 | Start Angarsk          | 0:2      | Lokomotive Krasnojarsk |
| 21.07.1966 | Selenga Ulan-Ude       | 3:1      | Rybak Nachodka         |
| 13.08.1966 | Awangard Komsomolsk    | 3:0      | Angara Irkutsk         |

#### Halbfinale
| Datum      |                  | Ergebnis |                        |
| ---------- | ---------------- | -------- | ---------------------- |
| 29.07.1966 | Irtysch Pawlodar | 2:1      | Lokomotive Krasnojarsk |
| 31.08.1966 | Selenga Ulan-Ude | 1:0      | Awangard Komsomolsk    |

#### Finale
| Datum      |                  | Ergebnis  |                  |
| ---------- | ---------------- | --------- | ---------------- |
| 30.09.1966 | Selenga Ulan-Ude | 0:0 n. V. | Irtysch Pawlodar |

##### Wiederholungsspiel
| Datum      |                  | Ergebnis  |                  |
| ---------- | ---------------- | --------- | ---------------- |
| 01.10.1966 | Selenga Ulan-Ude | 1:0 n. V. | Irtysch Pawlodar |

### Zone Ukraine 1

#### 1. Runde
| Datum      |                        | Ergebnis  |                     |
| ---------- | ---------------------- | --------- | ------------------- |
| 18.05.1966 | Dunajez Ismail         | 4:3 n. V. | Awtomobilist Odessa |
| 18.05.1966 | Kolos Poltawa          | 1:2 n. V. | Krywbas Kriwoi Rog  |
| 18.05.1966 | Schachtjor Alexandrija | 3:1       | Trubnik Nikopol     |
| 18.05.1966 | Spartak Melitopol      | 2:0       | SKTschF Sewastopol  |

#### Achtelfinale
| Datum      |                       | Ergebnis  |                        |
| ---------- | --------------------- | --------- | ---------------------- |
| 07.06.1966 | Awangard Makejewka    | 0:0 n. V. | Awangard Kramatorsk    |
| 07.06.1966 | Desna Tschernigow     | 0:1       | Polissja Schitomir 2   |
| 07.06.1966 | Dunajez Ismail        | 2:0       | Spartak Melitopol      |
| 07.06.1966 | Krywbas Kriwoi Rog    | 2:0       | Schachtjor Alexandrija |
| 07.06.1966 | Neftjanik Drogobytsch | 3:1       | Dynamo Chmelnizki      |
| 07.06.1966 | Schachtjor Kadijiwka  | 2:3       | Kommunarez Kommunarsk  |
| 07.06.1966 | Start Dserschinsk     | 2:0       | Lokomotive Donezk      |
| 07.06.1966 | Wolyn Luzk            | 1:2       | Kolchosnik Rowno       |

##### Wiederholungsspiel
| Datum      |                    | Ergebnis  |                     |
| ---------- | ------------------ | --------- | ------------------- |
| 08.06.1966 | Awangard Makejewka | 1:3 n. V. | Awangard Kramatorsk |

#### Viertelfinale
| Datum      |                       | Ergebnis |                       |
| ---------- | --------------------- | -------- | --------------------- |
| 13.07.1966 | Awangard Kramatorsk   | 3:2      | Krywbas Kriwoi Rog    |
| 13.07.1966 | Kolchosnik Rowno      | 3:1      | Neftjanik Drogobytsch |
| 13.07.1966 | Polissja Schitomir    | 2:1      | Dunajez Ismail        |
| 13.07.1966 | Kommunarez Kommunarsk | 2:1      | Start Dserschinsk     |

#### Halbfinale
| Datum      |                       | Ergebnis |                     |
| ---------- | --------------------- | -------- | ------------------- |
| 06.08.1966 | Polissja Schitomir    | 2:0      | Kolchosnik Rowno    |
| 08.08.1966 | Kommunarez Kommunarsk | 4:3      | Awangard Kramatorsk |

#### Finale
| Datum      |                    | Ergebnis |                  |
| ---------- | ------------------ | -------- | ---------------- |
| 21.09.1966 | Polissja Schitomyr | 2:0      | Kolchosnik Rowno |

### Zone Ukraine 2

#### 1. Runde
| Datum      |                        | Ergebnis  |                          |
| ---------- | ---------------------- | --------- | ------------------------ |
| 18.05.1966 | Chimik Sewerodonezk    | 2:3 n. V. | Schachtjor Krasny Lutsch |
| 18.05.1966 | Kolchosnik Tscherkassy | 0:1       | Dnepr Krementschug       |
| 18.05.1966 | Lokomotive Cherson     | 1:2       | Awangard Scholtyje Wody  |
| 18.05.1966 | Torpedo Berdjansk      | 0:3       | Asowez Schdanow          |

#### Achtelfinale
| Datum      |                               | Ergebnis  |                          |
| ---------- | ----------------------------- | --------- | ------------------------ |
| 07.06.1966 | Awangard Ternopol             | 0:1       | Werhowyna Uschgorod      |
| 07.06.1966 | Awangard Scholtyje Wody       | 2:0       | Asowez Schdanow          |
| 07.06.1966 | Tschaika Sewastopol           | 4:1 n. V. | Awangard Kertsch         |
| 07.06.1966 | Dnepr Krementschug            | 3:1       | Schachtjor Krasny Lutsch |
| 07.06.1966 | Dnjeprovez Dnjeprodserschinsk | 1:0       | Schachtjor Gorlowka      |
| 07.06.1966 | Schachttjor Torez             | 2:1       | Schachtjor Jenakijewo    |
| 07.06.1966 | Spartak Sumy                  | 1:0       | Torpedo Charkow          |
| 08.06.1966 | Spartak Iwano-Frankowsk       | 2:1       | FSK Bukowina Czernowitz  |

#### Viertelfinale
| Datum      |                         | Ergebnis |                               |
| ---------- | ----------------------- | -------- | ----------------------------- |
| 13.07.1966 | Awangard Scholtyje Wody | 4:0      | Spartak Sumy                  |
| 13.07.1966 | Tschaika Sewastopol     | 3:1      | Dnjeprovez Dnjeprodserschinsk |
| 13.07.1966 | Dnepr Krementschug      | 3:2      | Schachttjor Torez             |
| 13.07.1966 | Werhowyna Uschgorod     | 5:2      | Spartak Iwano-Frankowsk       |

#### Halbfinale
| Datum      |                         | Ergebnis |                     |
| ---------- | ----------------------- | -------- | ------------------- |
| 07.08.1966 | Tschaika Sewastopol     | 0:1      | Dnepr Krementschug  |
| 09.10.1966 | Awangard Scholtyje Wody | 1:0      | Werhowyna Uschgorod |

#### Finale
| Datum      |                    | Ergebnis |                         |
| ---------- | ------------------ | -------- | ----------------------- |
| 19.10.1966 | Dnepr Krementschug | 2:1      | Awangard Scholtyje Wody |

### Zone Zentralasien und Kasachstan

#### 1. Runde
| Datum      |                      | Ergebnis |                     |
| ---------- | -------------------- | -------- | ------------------- |
| 04.03.1967 | Pachtaaral Gulistan  | 0:1      | Chimik Tschirtschik |
| 04.03.1967 | Sachmet Tschardschou | 3:1      | Fakel Buchara       |

#### Achtelfinale
| Datum      |                     | Ergebnis  |                        |
| ---------- | ------------------- | --------- | ---------------------- |
| 11.03.1967 | Dinamo Zelinograd   | 1:1 n. V. | Sogdiana Samarkand     |
| 12.03.1967 | ADK Alma-Ata        | 1:2       | Swerdlowez Taschkent   |
| 12.03.1967 | Akkurgan Taschkent  | 1:2       | Spartak Andischan      |
| 12.03.1967 | Alay Osch           | 3:2       | Pachtakor Kurgan-Tjube |
| 12.03.1967 | Chimik Tschirtschik | 0:0 n. V. | Sarafschan Navoi       |
| 12.03.1967 | Metallurg Schymkent | 1:2       | Metallurg Temirtau     |
| 12.03.1967 | Woschod Dschambul   | 0:3       | Wachsch Nurek          |
| 17.03.1967 | Metallurg Almalyk   | 2:0       | Sachmet Tschardschou   |

##### Wiederholungsspiele
| Datum      |                     | Ergebnis  |                    |
| ---------- | ------------------- | --------- | ------------------ |
| 12.03.1967 | Dinamo Zelinograd   | 1:1 n. V. | Sogdiana Samarkand |
| 13.03.1967 | Chimik Tschirtschik | 2:0       | Sarafschan Navoi   |
| 14.03.1967 | Dinamo Zelinograd   | 1:0       | Sogdiana Samarkand |

#### Viertelfinale
| Datum      |                    | Ergebnis  |                      |
| ---------- | ------------------ | --------- | -------------------- |
| 18.03.1967 | Metallurg Temirtau | 2:1       | Swerdlowez Taschkent |
| 19.03.1967 | Spartak Andischan  | 2:0 n. V. | Alay Osch            |
| 19.03.1967 | Wachsch Nurek      | 3:1       | Chimik Tschirtschik  |
| 21.03.1967 | Metallurg Almalyk  | 0+:- 1    | Dinamo Zelinograd    |

##### Wiederholungsspiel
| Datum      |                   | Ergebnis  |                   |
| ---------- | ----------------- | --------- | ----------------- |
| 22.03.1967 | Metallurg Almalyk | 0:1 n. V. | Dinamo Zelinograd |

#### Halbfinale
| Datum      |                   | Ergebnis  |                    |
| ---------- | ----------------- | --------- | ------------------ |
| 26.03.1967 | Spartak Andischan | 3:2 n. V. | Dinamo Zelinograd  |
| 26.03.1967 | Wachsch Nurek     | 1:2       | Metallurg Temirtau |

#### Finale
| Datum      |                   | Ergebnis  |                    |
| ---------- | ----------------- | --------- | ------------------ |
| 01.04.1967 | Spartak Andischan | 1:1 n. V. | Metallurg Temirtau |

##### Wiederholungsspiel
| Datum      |                   | Ergebnis |                    |
| ---------- | ----------------- | -------- | ------------------ |
| 02.04.1967 | Spartak Andischan | 1:0      | Metallurg Temirtau |

## Finalrunde

### 1. Runde
Teilnehmer: 2 Zonensieger Russland, 2 Zonensieger Ukraine, der Zonensieger Zentralasien und 23 Zweitligisten.
| Datum      |                              | Ergebnis  |                        |
| ---------- | ---------------------------- | --------- | ---------------------- |
| 09.04.1967 | Awtomobilist Schitomir 1     | 2:0       | Wostok Usk-Kamenogorsk |
| 09.04.1967 | Baltika Kaliningrad          | 0+:- 2    | SKA Nowosibirsk        |
| 09.04.1967 | Dnepr Krementschug           | 0+:- 2    | Rostselmasch Rostow    |
| 09.04.1967 | Lutsch Wladiwostok           | 0+:- 2    | Metallurg Saporoschje  |
| 09.04.1967 | Metallist Charkow            | 1:0       | Spartak Andischan      |
| 09.04.1967 | Schachtjor Schachty          | 0+:- 2    | Stroitel Aschchabat    |
| 09.04.1967 | Schinnik Jaroslawl           | 0+:- 2    | Energetik Duschanbe    |
| 09.04.1967 | Spartak Naltschik            | 2:1       | Neftjanik Fergana      |
| 09.04.1967 | Tawrija Simferopol           | 3:0       | Kuban Krasnodar        |
| 09.04.1967 | Terek Grosny                 | 2:1       | SKA Lwow               |
| 09.04.1967 | Trud Woronesch               | 1:0       | SKA Kiew               |
| 09.04.1967 | Uralmasch Swerdlowsk         | 1:1 n. V. | FK Žalgiris Vilnius    |
| 09.04.1967 | Snamja Truda Orechowo-Sujewo | 0:1       | Spartak Gomel          |
| 09.04.1967 | Swesda Kirowograd            | 2:1 n. V. | SKA Odessa             |

#### Wiederholungsspiel
| Datum      |                      | Ergebnis |                     |
| ---------- | -------------------- | -------- | ------------------- |
| 10.04.1967 | Uralmasch Swerdlowsk | 1:0      | FK Žalgiris Vilnius |

2 finalrunde1

### 2. Runde
Teilnehmer: Die 14 Sieger der 1. Runde, weitere 4 Zonensieger Russland und weitere 34 Zweitligisten.
| Datum      |                          | Ergebnis  |                         |
| ---------- | ------------------------ | --------- | ----------------------- |
| 26.03.1967 | Dinamo Kirowograd        | 2:0       | Torpedo Tomsk           |
| 20.04.1967 | Awtomobilist Schitomir   | 4:1       | Baltika Kaliningrad     |
| 20.04.1967 | Zement Noworossijsk      | 2:1 n. V. | Schachtjor Karaganda    |
| 20.04.1967 | Tschaika Selenodolsk     | 2:2 n. V. | Daugava Riga            |
| 20.04.1967 | Dynamo Stawropol         | 0:2       | Sudostroitel Nikolajew  |
| 20.04.1967 | Dünamo Tallinn           | 0+:- 1    | Schirak Leninakan       |
| 20.04.1967 | Dnepr Krementschug       | 2:0       | Wolga Gorki             |
| 20.04.1967 | Kusbass Kemerowo         | 2:1       | Politotdel Taschkent    |
| 20.04.1967 | Lokomotive Tscheljabinsk | 0+:- 1    | Awangard Scholtyje Wody |
| 20.04.1967 | Metallist Charkow        | 0:1       | Terek Grosny            |
| 20.04.1967 | Moldava Kischinjow       | 0+:- 1    | Irtysch Omsk            |
| 20.04.1967 | Oneschez Petrosawodsk    | 1:2       | Lokomotive Winniza      |
| 20.04.1967 | Pamir Leninabad          | 2:0       | Dnjepr Dnjepropetrowsk  |
| 20.04.1967 | Rubin Kasan              | 2:1       | Lokomotive Kaluga       |
| 20.04.1967 | Selenga Ulan-Ude         | 0+:- 1    | Meschachte Tqibuli      |
| 20.04.1967 | Schachtjor Schachty      | 0:0 n. V. | Trud Woronesch          |
| 20.04.1967 | Schinnik Jaroslawl       | 0:1       | Tawrija Simferopol      |
| 20.04.1967 | Sokol Saratow            | 4:0       | Spartak Ordschonikidse  |
| 20.04.1967 | Spartak Gomel            | 1:1 n. V. | SKA Chabarowsk          |
| 20.04.1967 | Temp Barnaul             | 3:1       | Dinamo Batumi           |
| 20.04.1967 | Tekstilschtschik Iwanowo | 0:1       | Karpaty Lwow            |
| 20.04.1967 | Traktor Wolgograd        | 3:2       | Dynamo Leningrad        |
| 20.04.1967 | Wolga Kalinin            | 2:1       | Stroitel Ufa            |
| 20.04.1967 | Swesda Kirowograd        | 0+:- 1    | Lutsch Wladiwostok      |
| 20.04.1967 | Swesda Perm              | 0+:- 1    | Lokomotive Tiflis       |
| 21.04.1967 | Spartak Naltschik        | 1:0       | Uralmasch Swerdlowsk    |

#### Wiederholungsspiele
| Datum      |                      | Ergebnis  |                |
| ---------- | -------------------- | --------- | -------------- |
| 21.04.1967 | Tschaika Selenodolsk | 1:0 n. V. | Daugava Riga   |
| 21.04.1967 | Schachtjor Schachty  | 0:2       | Trud Woronesch |
| 21.04.1967 | Spartak Gomel        | 1:0       | SKA Chabarowsk |

### 3. Runde
Teilnehmer: Die 26 Sieger der 2. Runde
| Datum      |                        | Ergebnis  |                          |
| ---------- | ---------------------- | --------- | ------------------------ |
| 11.05.1967 | Zement Noworossijsk    | 2:2 n. V. | Dinamo Kirowograd        |
| 11.05.1967 | Dnepr Krementschug     | 2:1       | Spartak Naltschik        |
| 11.05.1967 | Karpaty Lwow           | 0:1 n. V. | Lokomotive Tscheljabinsk |
| 11.05.1967 | Lokomotive Winniza     | 2:0       | Moldava Kischinjow       |
| 11.05.1967 | Rubin Kasan            | 0:0 n. V. | Traktor Wolgograd        |
| 11.05.1967 | Sokol Saratow          | 5:0       | Selenga Ulan-Ude         |
| 11.05.1967 | Sudostroitel Nikolajew | 0:1       | Kusbass Kemerowo         |
| 11.05.1967 | Tawrija Simferopol     | 2:0       | Awtomobilist Schitomir   |
| 11.05.1967 | Temp Barnaul           | 2:0       | Dünamo Tallinn           |
| 11.05.1967 | Terek Grosny           | 2:2 n. V. | Spartak Gomel            |
| 11.05.1967 | Trud Woronesch         | 2:1       | Swesda Kirowograd        |
| 11.05.1967 | Wolga Kalinin          | 4:1       | Tschaika Selenodolsk     |
| 11.05.1967 | Swesda Perm            | 3:1       | Pamir Leninabad          |

#### Wiederholungsspiele
| Datum      |                     | Ergebnis  |                   |
| ---------- | ------------------- | --------- | ----------------- |
| 12.05.1967 | Zement Noworossijsk | 0:1 n. V. | Dinamo Kirowograd |
| 12.05.1967 | Rubin Kasan         | 3:0       | Traktor Wolgograd |
| 12.05.1967 | Terek Grosny        | 1:0       | Spartak Gomel     |

### 4. Runde
In dieser Runde stiegen die 19 Erstligisten ein.
| Datum      |                           | Ergebnis  |                      |
| ---------- | ------------------------- | --------- | -------------------- |
| 19.05.1967 | Dinamo Kirowograd         | 1:1 n. V. | Tschernomorez Odessa |
| 19.05.1967 | Dnepr Krementschug        | 0:2       | Dynamo Kiew          |
| 19.05.1967 | Krylja Sowetow Kuibyschew | 0:1 n. V. | Dinamo Tiflis        |
| 19.05.1967 | Kusbass Kemerowo          | 2:1       | SKA Rostow           |
| 19.05.1967 | Lokomotive Tscheljabinsk  | 0:2       | Neftjanik Baku       |
| 19.05.1967 | Lokomotive Moskau         | 4:0       | Torpedo Kutaissi     |
| 19.05.1967 | Lokomotive Winniza        | 0:2       | Pachtakor Taschkent  |
| 19.05.1967 | Rubin Kasan               | 3:0       | Zenit Leningrad      |
| 19.05.1967 | Sokol Saratow             | 1:1 n. V. | Spartak Moskau       |
| 19.05.1967 | Tawrija Simferopol        | 0:3       | ZSKA Moskau          |
| 19.05.1967 | Temp Barnaul              | 0:1       | Kairat Alma-Ata      |
| 19.05.1967 | Terek Grosny              | 0:1       | Schachtjor Donezk    |
| 19.05.1967 | Trud Woronesch            | 0:0 n. V. | Dynamo Moskau        |
| 19.05.1967 | Wolga Kalinin             | 0:1       | Torpedo Moskau       |
| 19.05.1967 | Sarja Lugansk             | 1:1 n. V. | Dinamo Minsk         |
| 19.05.1967 | Swesda Perm               | 3:1       | Ararat Jerewan       |

#### Wiederholungsspiele
| Datum      |                   | Ergebnis |                      |
| ---------- | ----------------- | -------- | -------------------- |
| 20.05.1967 | Dinamo Kirowograd | 0:1      | Tschernomorez Odessa |
| 20.05.1967 | Sokol Saratow     | 1:0      | Spartak Moskau       |
| 20.05.1967 | Trud Woronesch    | 1:4      | Dynamo Moskau        |
| 20.05.1967 | Sarja Lugansk     | 0:2      | Dinamo Minsk         |

### Achtelfinale
| Datum      |                      | Ergebnis  |                  |
| ---------- | -------------------- | --------- | ---------------- |
| 07.07.1967 | ZSKA Moskau          | 3:0       | Dynamo Kiew      |
| 07.07.1967 | Neftjanik Baku       | 2:1       | Dinamo Tiflis    |
| 07.07.1967 | Pachtakor Taschkent  | 1:0       | Dinamo Minsk     |
| 07.07.1967 | Schachtjor Donezk    | 2:3 n. V. | Dynamo Moskau    |
| 07.07.1967 | Torpedo Moskau       | 4:0       | Kusbass Kemerowo |
| 08.07.1967 | Tschernomorez Odessa | 3:1       | Rubin Kasan      |
| 08.07.1967 | Kairat Alma-Ata      | 0:2       | Sokol Saratow    |
| 08.07.1967 | Lokomotive Moskau    | 3:0       | Swesda Perm      |

### Viertelfinale
| Datum      |                | Ergebnis  |                      |
| ---------- | -------------- | --------- | -------------------- |
| 18.08.1967 | ZSKA Moskau    | 2:1       | Lokomotive Moskau    |
| 18.08.1967 | Neftjanik Baku | 3:2       | Pachtakor Taschkent  |
| 19.08.1967 | Sokol Saratow  | 3:1 n. V. | Tschernomorez Odessa |
| 19.08.1967 | Torpedo Moskau | 0:1       | Dynamo Moskau        |

### Halbfinale
| Datum      |               | Ergebnis  |                |
| ---------- | ------------- | --------- | -------------- |
| 15.09.1967 | ZSKA Moskau   | 0:0 n. V. | Neftjanik Baku |
| 16.09.1967 | Dynamo Moskau | 4:0       | Sokol Saratow  |

#### Wiederholungsspiel
| Datum      |             | Ergebnis |                |
| ---------- | ----------- | -------- | -------------- |
| 16.09.1967 | ZSKA Moskau | 2:0      | Neftjanik Baku |

### Finale
| Paarung        | ZSKA Moskau – Dynamo Moskau |
| Ergebnis       | 0:3 (0:2) |
| Datum          | 8. November 1967 |
| Stadion        | Olympiastadion Luschniki, Moskau |
| Zuschauer      | 80.000 |
| Schiedsrichter | Sergei Alimow |
| Tore           | 0:1 Gennadi Gussarow (11.) 0:2 Juri Wschiwzew (43.) 0:3 Wiktor Anitschkin (76.) |
| ZSKA Moskau    | Lew Kudasow – Juri Istomin, Albert Schesternjow , Dimitri Bagritsch – Wladimir Kaplitschny, Arkadi Panow – Taras Schuljatinzki, Anatoli Masljajew (66. Romualdas Juška) – Wladimir Fedotow, Wladimir Polikarpow, Witali Rasdajew Cheftrainer: Wsewolod Bobrow         |
| Dynamo Moskau  | Lew Jaschin (85. Michail Skokow) – Wladimir Schtapow, Georgi Rjabow, Waleri Sykow – Waleri Maslow, Wiktor Anitschkin – Igor Tschislenko, Wadim Iwanow – Juri Wschiwzew, Gennadi Gussarow, Gennadi Jewrjuschichin (85. Wladimir Koslow) Cheftrainer: Konstantin Beskow |